# Empoasca eweraformis
Empoasca eweraformis är en insektsart som beskrevs av Caldwell 1952. Empoasca eweraformis ingår i släktet Empoasca och familjen dvärgstritar. Inga underarter finns listade i Catalogue of Life.